# Związ wantowy

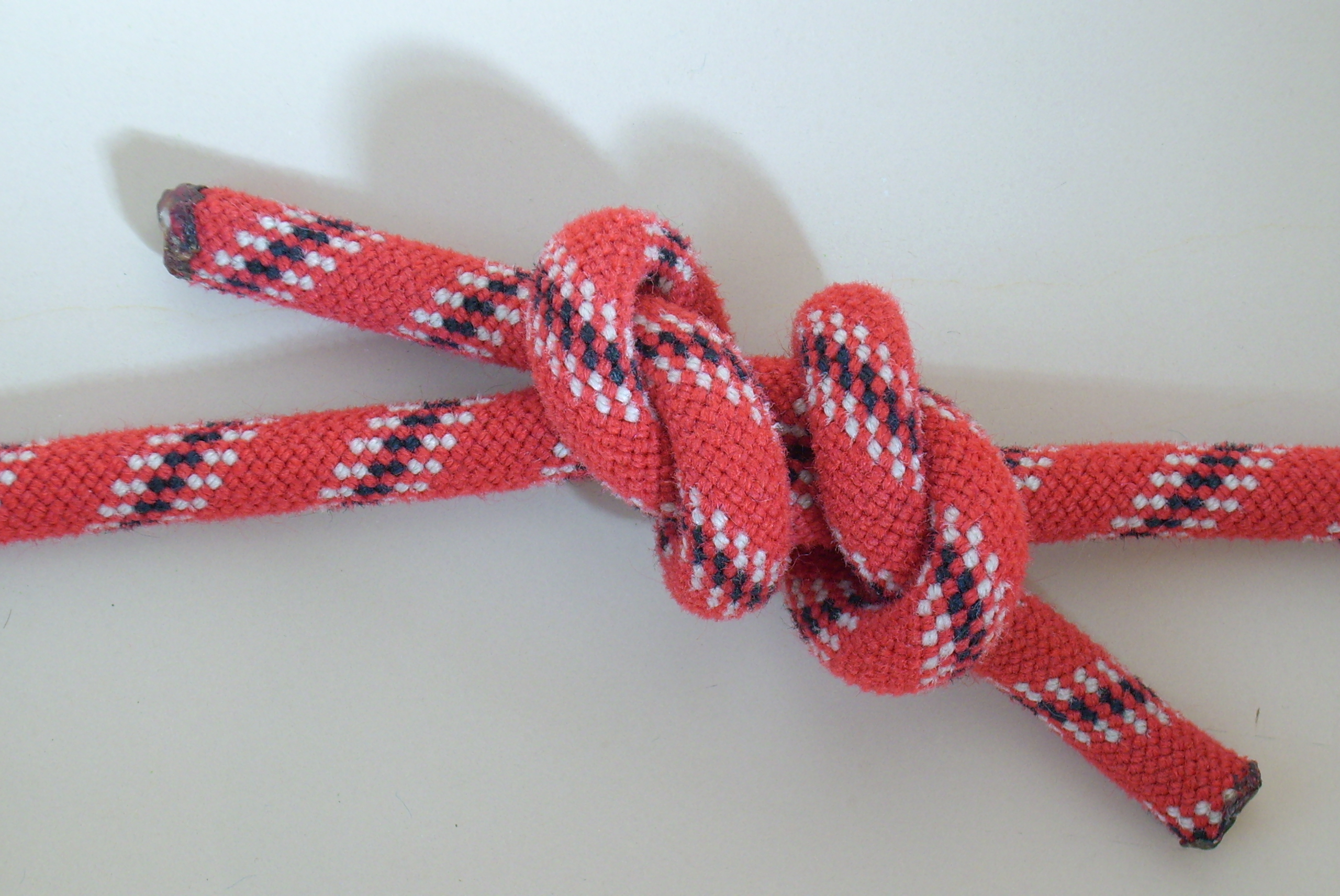
Węzeł wantowy

Związ wantowy lub węzeł wantowy – węzeł używany w żeglarstwie oraz w wędkarstwie do łączenia lin o jednakowej grubości oraz podobnym przekroju. Może być użyty m.in. do dowiązania żyłki wędkarskiej w celu jej przedłużenia. Jest wiązany poprzez zawiązanie węzła zwykłego wokół drugiej liny. Następnie drugim węzłem zwykłym kończy się drugą linę, obwiązując linę pierwszą. 

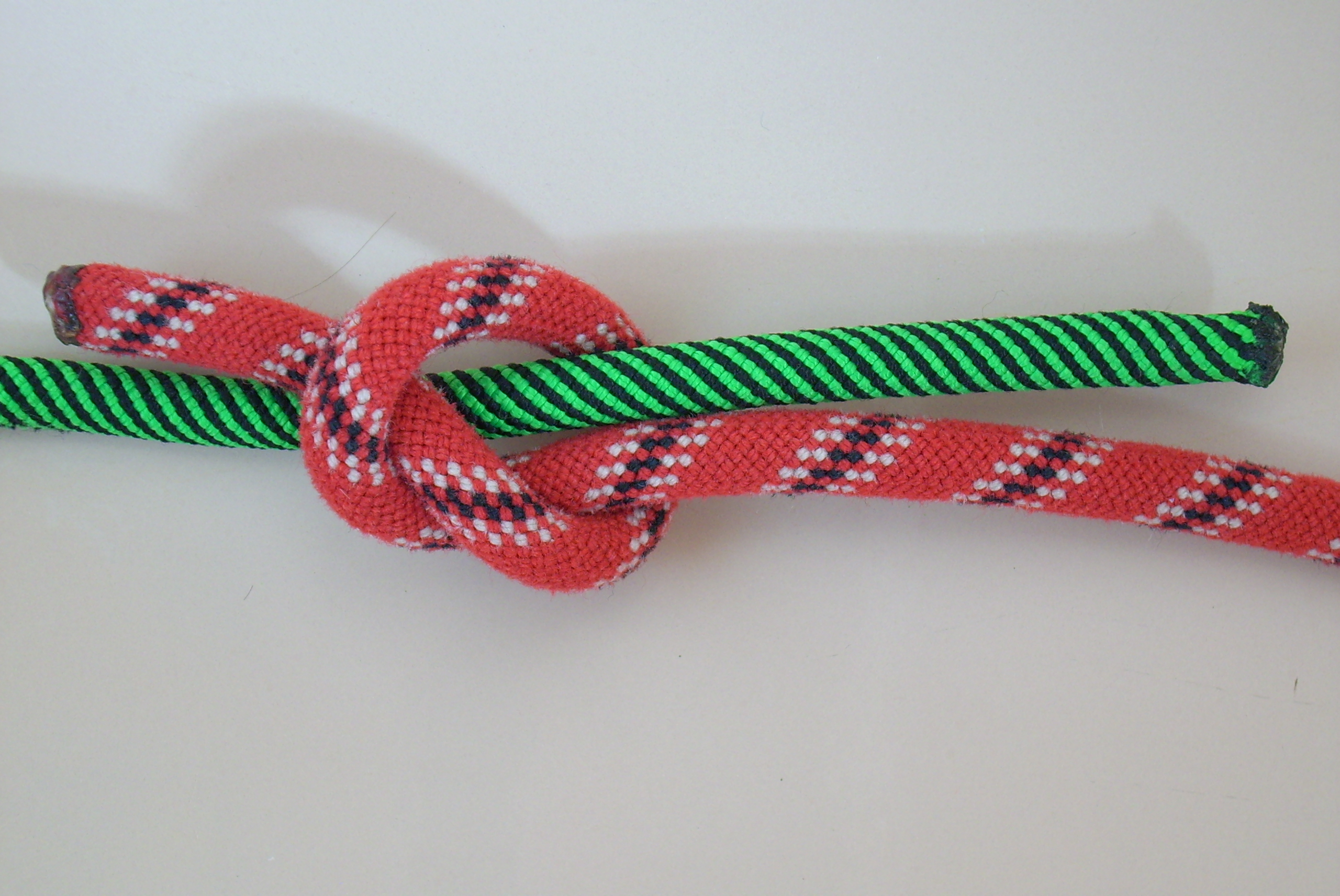
Pierwszy krok w wiązaniu związu wantowego

## Zabezpieczony węzeł wantowy
Aby zabezpieczyć węzeł wantowy przed rozwiązaniem spowodowanym zbyt dużym napięciem na linie, można zawiązać półsztyki wokół obciążonych lin.

## Zalety
- łatwość zawiązania
- bardzo duża wytrzymałość

## Wady
- jest on bardzo trudny do odwiązania po obciążeniu lin (zaciska się podobnie jak węzeł zwykły)
- jest większy niż alternatywne węzły o tej samej funkcji
- choć jego wytrzymałość jest wystarczająca do połowu ryb, nie jest on odpowiedni, jeśli lina będzie znacznie bardziej obciążona - węzeł baryłkowy, choć znacznie trudniejszy do zawiązania, jest znacznie bardziej wytrzymały[1][2]